# Гренландський ярус
| Система/ Період | Відділ/ Епоха  | Ярус/ Вік      | Вік (млн років) | Вік (млн років) |
| --- | -------------- | -------------- | --------------- | --------------- |
| Антропоген, Q | Голоцен, Q2    | Мегхалейський  | 0               | 0,0042          |
| Антропоген, Q | Голоцен, Q2    | Нортгриппський | 0,0042          | 0,0082          |
| Антропоген, Q | Голоцен, Q2    | Гренландський  | 0,0082          | 0,0117          |
| Антропоген, Q | Плейстоцен, Q1 | Тарантський    | 0,0117          | 0,126           |
| Антропоген, Q | Плейстоцен, Q1 | Тібанський     | 0,126           | 0,781           |
| Антропоген, Q | Плейстоцен, Q1 | Калабрійський  | 0,781           | 1,80            |
| Антропоген, Q | Плейстоцен, Q1 | Гелазький      | 1,80            | 2,58            |
| Неоген, N | Пліоцен, N2    | П'яченцький    | старіше         | старіше         |
| Примітки і коментаріПідрозділи четвертинної системи наведені згідно МКС, станом на 2018 рік. Для голоценових віків і ярусів встановлено датування відносно 2000 року (тобто гренландій розпочався 11,7 тис. років тому, відраховуючи від останнього мілленіуму). Чибаній і Тарантій є неофіційними пропонованими назвами для ярусів середнього і верхнього плейстоцену, відповідно. У Європі та Північній Америці голоцен традиційно поділяється на Пребореальний, Бореальний, Атлантичний, Суббореальний і Субатлантичний періоди за схемою Блітта — Сернандера (англ. Blytt–Sernander). Існує багато локальних систем поділу верхнього плейстоцену. Головними елементами такої переодизації слугують стадії наступу льодовиків (гляціали, льодовикові періоди) та їхнього відступу (інтергляціали, межильодовиків'я). |                |                |                 |                 |
| п о р |                |                |                 |                 |

Гренландський вік і ярус (англ. Greenlandian) — один з трьох підрозділів голоцену.

## Стратиграфія
Виділено 2018 року Міжнародною комісією зі стратиграфії (англ. International Commission on Stratigraphy). Почався 11 700 років тому і тривав до 8200 років тому.
Інші підрозділи голоцену:
- Мегхалейський вік охоплює останні 4200 років голоцену[7].
- Нортгріппський вік (охоплює період 8200-4200 років тому)[8].

## Тектоніка
Продовжується альпійський орогенез Альпійського складчастого поясу; вулканічна діяльність на околицях Тихоокеанської плити — Тихоокеанське вогняне кільце; спрединг серединно-океанічних хребтів.

## Палеогеографія
Закінчення епохи останнього зледеніння, початок інтергляціалу. Рівень вод Світового океану підіймається, затоплюються великі масиви суходолу, Доггерленд, Сундаленд. Утворюється найбільша пустеля планети — Сахара.